# Udźwięcznienie
Udźwięcznienie (sonoryzacja) – upodobnienie fonetyczne polegające na tym, że spółgłoska bezdźwięczna zyskuje dźwięczność.
W języku polskim następuje to pod wpływem sąsiadującej spółgłoski dźwięcznej (ale nie półotwartej – nie mówimy pozła, tylko posła). Na przykład w słowie prośba pod wpływem sąsiadującej spółgłoski dźwięcznej b wymawia się spółgłoskę ź, chociaż w zapisie ortograficznym jest ś.
Upodobnieniom tym ulegają w polskim spółgłoski, które mają swoje odpowiedniki różniące się jedynie dźwięcznością:
- b-p ( b dźwięczna, p bezdźwięczna )
- d-t ( d dźwięczna, t bezdźwięczna )
- dz-c ( dz dźwięczna, c bezdźwięczna )
- dź-ć ( dź dźwięczna, ć bezdźwięczna )
- dż-cz ( dż dźwięczna, cz bezdźwięczna )
- g-k ( g dźwięczna, k bezdźwięczna )
- w-f ( w dźwięczna, f bezdźwięczna )
- z-s ( z dźwięczna, s bezdźwięczna )
- ź-ś ( ź dźwięczna, ś bezdźwięczna )
- ż-sz ( ż dźwięczna, sz bezdźwięczna )

Również h/ch (w języku ogólnopolskim obie są wymawiane identycznie, bezdźwięcznie) wymawia się dźwięcznie w wyrazach typu Bohdan, klechda.
W dialekcie wielkopolskim i dialekcie małopolskim udźwięcznienie następuje też przed spółgłoskami płynnymi, spółgłoskami nosowymi i samogłoskami: jesteśmy, but niosę (jesteźmy, bud niosę).
W języku polskim istnieje też udźwięcznienie międzywyrazowe (niekiedy niweluje ubezdźwięcznienie na końcu wyrazu). W zapisie ortograficznym – but duży, sadź i sadź drzewa, a mówi się [bud duży] i [sać], ale [sadź drzewa]. 
Udźwięcznienie może też następować pod wpływem otoczenia samogłoskowego, jak w hiszpańskim lobo z łacińskiego ludowego lupu 'wilk', vida z vita 'życie' i amigo z amico 'przyjaciel'. 